# إلمر إرنست روبر
إلمر إرنست روبر هو نقابي وسياسي كندي، ولد في 4 يونيو 1893 في Ingonish ‏ في كندا، وتوفي في 12 نوفمبر 1994 في فيكتوريا في كندا. نشط حزبياً في Alberta New Democratic Party ‏. وقد انتخب عمدة إدمونتون ‏ (14 أكتوبر 1959 – 16 أكتوبر 1963) وانتخب عضو الجمعية التشريعية في ألبرتا ‏ وانتخب عمدة إدمونتون ‏.